# Манн, Делберт
Делберт Мартин Манн младший англ. Delbert Martin Mann, Jr.; 30 января 1920, Лоуренс, Канзас, США — 11 ноября 2007, Лос-Анджелес, Калифорния, США) — американский режиссёр кино и телевидения, продюсер. Обладатель премии «Оскар» за лучшую режиссуру — является одним из шести режиссёров в истории мирового кинематографа, получивших эту награду за дебютный фильм. С 1967 по 1971 год президент Гильдии режиссёров Америки.

## Биография
Сын преподавателя колледжа. Окончил Университет Вандербильта в Нэшвилле, штат Теннесси. В 1941 году окончил университет и оказался в армии. В качестве пилота Военно-воздушных сил принял участие во Второй мировой войне на европейском театре боевых действий.
Демобилизовавшись по окончании войны, Манн поступил в школу драматических искусств Йельского университета, а оттуда попал в городской театр города Колумбия, штат Южная Каролина. В 1949 году по приглашению своего друга, режиссёра и продюсера Фреда Коу, переехал в Нью-Йорк и стал работать на телеканале NBC. Вскоре стал одним из наиболее известных режиссёров американского телевидения, в 1954 году получив номинацию на премию «Эмми» за режиссуру в телефильме Our Town c Полом Ньюманом.
Годом ранее Манн поставил для телевидения фильм «Марти» по сценарию Пэдди Чаефски. Имевшая умеренный успех телепостановка была в 1955 превращена в полнометражный кинофильм. «Марти», снятый примерно за 350 000 долларов, собрал в прокате около 3 000 000 $, что по меркам середины 1950-х считалось успехом. Картина получила 4 премии «Оскар», включая награды за лучший фильм (вручена продюсеру Харольду Хехту) и за лучшую режиссуру, а также «Золотую пальмовую ветвь» Каннского кинофестиваля (в первый год существования этой премии, до этого в Каннах вручался «Гран-при»).
В дальнейшем Манну не удавалось добиться такого же крупного успеха, хотя за свои телефильмы он ещё дважды номинировался премию «Эмми» (1978 и 1980). Манн в течение четырёх лет (1967—1971) был президентом Гильдии режиссёров Америки.
Манн скончался от пневмонии в госпитале в Лос-Анджелесе 11 ноября 2007 года в возрасте 87 лет.

## Избранная фильмография
- 1955 — Марти / Marty
- 1957 — Мальчишник / The Bachelor Party
- 1958 — За отдельными столиками / Separate Tables
- 1958 — Любовь под вязами / Desire Under the Elms
- 1961 — Вернись, моя любовь / Lover Come Back
- 1962 — Прикосновение норкового меха / That Touch of Mink
- 1970 — Джейн Эйр / Jane Eyre
- 1979 — На западном фронте без перемен / All Quiet on the Western Front
- 1988 — Апрельское утро / April Morning.